# Ванкувер
Ванкувер — місто на західному узбережжі Канади, найбільший населений пункт провінції Британська Колумбія та третій за розміром в Канаді. У 2010 році в Ванкувері проводилися XXI зимові Олімпійські ігри. Дослідницька група Economist Intelligence Unit (EIU) британського видання Економіст, тричі, — в 2005, 2007, 2009 роках надавала Ванкуверу звання «найкращого міста Землі», у 2011 році це звання отримав Мельбурн.
Населення самого міста — 631 468 особи (станом на 2016 рік), але в Великому Ванкувері (англ. Greater Vancouver) мешкає понад 2,4 млн осіб. Великий Ванкувер також часто називають Ловер Мейнленд (англ. Lower Mainland), маючи на увазі його розташування на узбережжі (на відміну від острова Ванкувер, де знаходиться столиця провінції м. Вікторія). Разом з іншими сусідніми муніципалітетами Ванкувер входить до ради Greater Vancouver Regional District (GVRD).
Місто заселене в 1860-х унаслідок імміграції, спричиненої золотою лихоманкою у каньйоні Фрейзер, та появою у Ванкувері трансконтинентальної канадської залізниці Canadian Pacific Railway y 1887 році, що дало поштовх до стрімкого розвитку з малого деревообробного містечка в міський центр. Порт Ванкувер набув міжнародного значення після завершення будівництва Панамського каналу. У 1920-х канал зменшив вартість перевезення та уможливив експортування зерна з рівнин Канади за кордон. Відтоді порт Ванкувера став найзавантаженішим портом країни — з нього експортується більше вантажів, ніж через будь-який інший порт Північної Америки.
Однак, попри велике значення порту, економіка Ванкувера значно диверсифікована. У Ванкувері набуває великого значення туризм. За останні роки місто стало третім за розмахом центром кіноіндустрії Північної Америки за такими гігантами як Лос-Анджелес та Нью-Йорк, через що набув назви Північний Голлівуд. Нещодавно у Ванкувері почала стрімко розвиватись індустрія високих технологій, зокрема індустрія комп'ютерних ігор.
Протягом останніх декількох років Ванкувер вважають одним із трьох найкомфортніших для життя міст у світі. У 2006 році Ванкувер був 56-м серед 143 головних міст планети і другим у Канаді після Торонто.

## Географія
Місто розташоване на півострові Беррард, а саме в гирлі річки Фрейзер на берегах протяжної затоки Беррард. Ванкувер захищений від Тихого океану островом з однойменною назвою, який відділяється від континентальної частини Британської Колумбії протокою Джорджія. Острів та місто отримали свою назву на честь капітана королівського флоту Великої Британії Джорджа Ванкувера.
Площа міста становить 114 км², включаючи як рівнини, так і місцевість з пагорбами. Ванкувер відомий своїми мальовничими краєвидами й має найбільший в Північній Америці міський парк Стенлі.
З боку берега Ванкувер огорнено горами, у ясний день можна побачити гірські хребти штату Вашингтон (США).

### Клімат
Ванкувер є одним з найтепліших міст Канади в зимовий період. Його клімат за канадськими стандартами помірний і, класифікується як морський, відповідно до системи класифікації Кеппена. У літні місяці спостерігається суха погода, у середньому дощ припадає тільки на один з п'яти днів у липні й серпні. Однак у період з листопада по березень опади бувають майже в половину від усієї кількості днів.
Ванкувер також вважається одним з найбільш вологих канадських міст, однак у межах його агломерації кількість опадів коливається. Річна кількість опадів, виміряна поблизу міжнародного аеропорту Ванкувера в Ричмонді складає 1189 мм, у порівнянні з 1588 мм центральної частини міста і 2044 мм у Норт-Ванкувері. Максимальна денна температура становить у середньому 22 °C в липні й серпні, з рідкими максимумами до 30 °C.
Найвища температура була зареєстрована в аеропорту 30 липня 2009 року і склала 34,4 °C, а найвища температура в межах міста Ванкувер, з показником у 35,0 °C, спостерігалась 31 липня 1965 року, потім знову 8 серпня 1981 року і востаннє 29 травня 1983 року.
У середньому, сніг падає одинадцять днів на рік, при цьому за три дні випадає 6 см і більше. Середній річний шар снігу, що випав за рік складає близько 38,1 см, але він зазвичай не залишається на землі надовго.
| Клімат Ванкувер                                  | Клімат Ванкувер | Клімат Ванкувер | Клімат Ванкувер | Клімат Ванкувер | Клімат Ванкувер | Клімат Ванкувер | Клімат Ванкувер | Клімат Ванкувер | Клімат Ванкувер | Клімат Ванкувер | Клімат Ванкувер | Клімат Ванкувер | Клімат Ванкувер |
| Показник                                         | Січ.            | Лют.            | Бер.            | Квіт.           | Трав.           | Черв.           | Лип.            | Серп.           | Вер.            | Жовт.           | Лист.           | Груд.           | Рік             |
| Абсолютний максимум, °C                          | 15,3            | 18,4            | 19,4            | 25,0            | 30,4            | 30,6            | 31,9            | 33,3            | 29,3            | 23,7            | 18,4            | 14,9            | 33,3            |
| Середній максимум, °C                            | 6,1             | 8,0             | 10,1            | 13,1            | 16,5            | 19,2            | 21,7            | 21,9            | 18,7            | 13,5            | 9,0             | 6,2             | 13,7            |
| Середня температура, °C                          | 3,3             | 4,8             | 6,6             | 9,2             | 12,5            | 15,2            | 17,5            | 17,6            | 14,6            | 10,1            | 6,0             | 3,5             | 10,1            |
| Середній мінімум, °C                             | 0,5             | 1,5             | 3,1             | 5,3             | 8,4             | 11,2            | 13,2            | 13,4            | 10,5            | 6,6             | 3,1             | 0,8             | 6,5             |
| Абсолютний мінімум, °C                           | −17,8           | −16,1           | −9,4            | −3,3            | 0,6             | 3,9             | 6,7             | 6,1             | 0,0             | −5,9            | −14,3           | −17,8           | −17,8           |
| Норма опадів, мм                                 | 154             | 123             | 114             | 84              | 68              | 55              | 40              | 39              | 54              | 113             | 181             | 176             | 1199            |
| ------------------------------------------------ | --------------- | --------------- | --------------- | --------------- | --------------- | --------------- | --------------- | --------------- | --------------- | --------------- | --------------- | --------------- | --------------- |
| Джерело: Environment Canada, World Climate Guide |                 |                 |                 |                 |                 |                 |                 |                 |                 |                 |                 |                 |                 |

## Історія
Щедра екологічна система на місці нинішнього Ванкувера, багата рослинним і тваринним світом, забезпечувала їжею і матеріалами людей протягом понад 10000 років. Перше відоме поселення в гирлі річки Фрейзер було засновано близько 3000 років тому під назвою Масквім (Musqueam), що означало «люди трави». Під час перших контактів європейців з аборигенами тут знаходилося вже кілька сіл племен Масквім і Скваміш.
Є також відомості про плем'я Тслеілвотут (Tsleil'wauthuth), попередників сучасної групи Буррард (Баррард) в Норт-Ванкувері. Загальні культурні традиції об'єднували аборигенів, що селилися уздовж океанського узбережжя, у долині річки Фрейзер і на північних територіях нинішнього штату Вашингтон. Спільною мовою був халкомелем (англ. Halkomelem), але індіанці племені Скваміш говорили своєю мовою.
Племена перебували на досить високому щаблі соціального розвитку. Соціальний статус кожного члена племені знаходився в залежності від особистих пожертвувань на користь громади, що зміцнювало громаду в цілому (прототип сучасної податкової системи). Такі церемонії передачі особистої власності в суспільне користування — потлач — складали важливу частину соціального і духовного життя племені. Цікаво, що з кінця XIX століття потлачі стали заборонятися державною адміністрацією і були скасовані.
Археологічні записи вказують на присутність племен на землях теперішнього міста 4500-9000 років тому. Канадське узбережжя Тихого океану було досліджене Джеймсом Куком в 1778 році, який дослідив північно-західне узбережжя від острова Ванкувер до Аляски. Берегова смуга Пойнт Грей була вперше досліджена в 1791 році іспанцем Хозе Марія Нарваєзом, слідом за Джорджем Ванкувером, котрий також відкрив затоку Буррорд Інлет у 1792 році й дав британські імена різноманітним географічним місцям узбережжя.
Відкривач та торговець Північно-Західної Компанії Саймон Фрейзер та його екіпаж — перші європейці котрі першими осіли на землях теперішнього Ванкувера. У 1808 році вони спустилися річкою Фрейзер можливо до узбережжя Пойнт Грей, біля Університету Британської Колумбії (UBC).

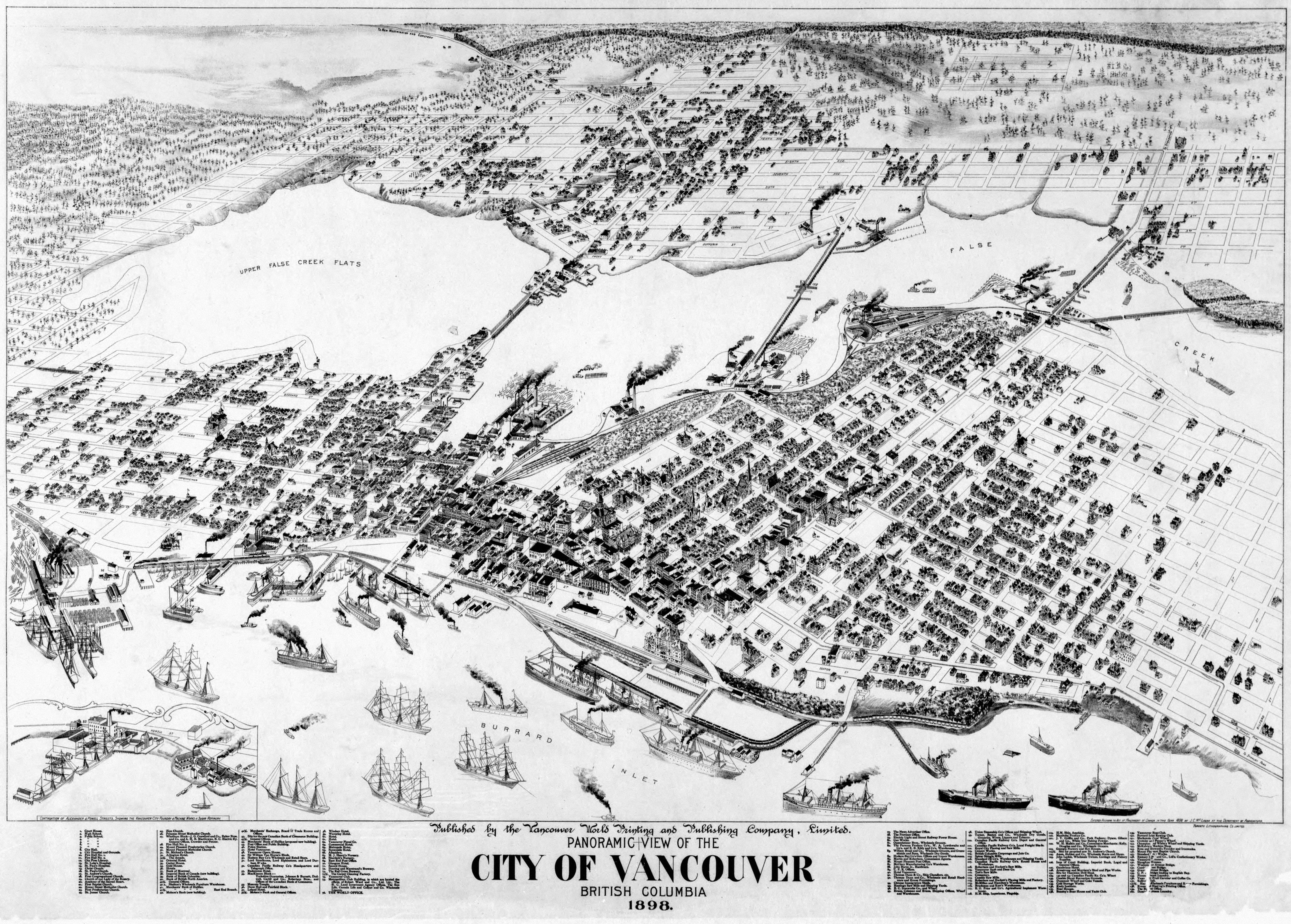
Панорама Ванкувера (1898)

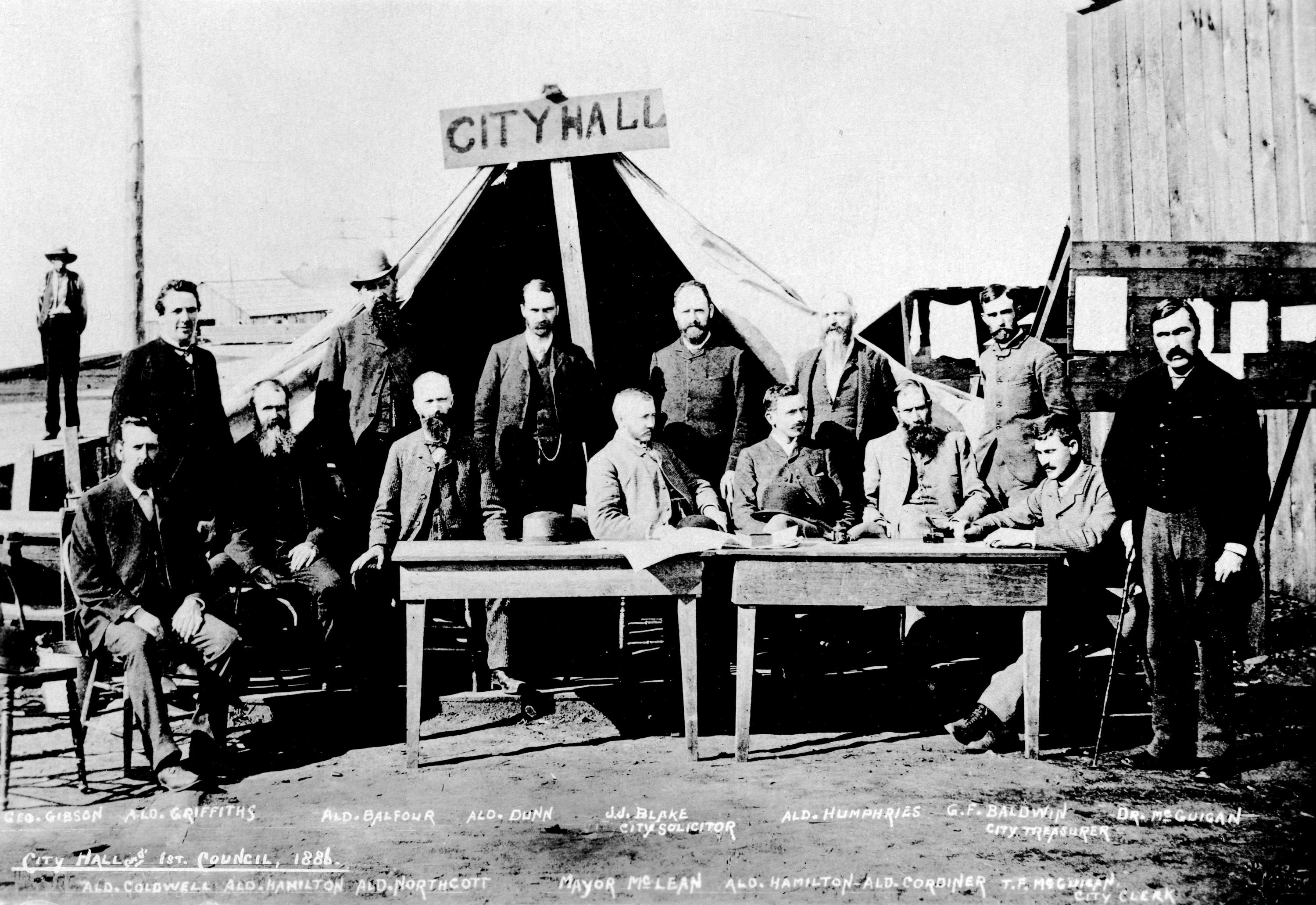
Портрет першого у Ванкувері засідання міської ради 1886 року після пожежі

Історія міста починається взимку 1824 року, коли компанія Гудзонової затоки встановила декілька тихоокеанських форпостів для торгівлі хутром. Група з 40 осіб під керівництвом Джеймса Макміллана (англ. James McMillan) обрала місце в долині річки Фрейзер — сьогодні район Ленглі (англ. Langley) — де через декілька місяців почав будуватися форт. Це було 27 липня 1827 року — що можна умовно вважати датою заснування міста. Форт Ленглі займався торгівлею хутром (в 1832 році було продано 2000 бобрових шкур), а до 1840-х років став найбільшим експортером риби (солоний осетер) на тихоокеанському узбережжі з основним ринком збуту на Гаваях.
Губернатор Дуглас покидає форт Ленглі після оголошення колонії Британська Колумбія. Все різко змінилося з відкриттям золотих родовищ на річці Фрейзер. 19 листопада 1858 року губернатор острова Ванкувер Джеймс Дуглас (Даглас) (англ. James Douglas) у форті Ленглі проголосив долину річки Фрейзер Британською колонією. Відразу сюди кинулися близько 25000 американських старателів. Щоб уникнути американської експансії, Англія направляє в новоспечену колонію невелику групу інженерів для демонстрації англійського прапора і будівництва доріг. Перші 25 сапперсів (кличка інженерів від слова sap — риття траншей) прибули з Англії 25 листопада 1858 року під керівництвом Річарда Муді. Їх поселення називалося Саппертон — нинішній Нью-Вестмінстер (англ. New Westminster). Назву Нью-Вестмінстер було запропоновано королевою Вікторією і незабаром це поселення, захищене від американської сторони річкою Фрейзер, стає столицею двох об'єднаних колоній британської корони (острова Ванкувер і долини річки Фрейзер). Однак в 1868 році місто Вікторія знову повернуло собі титул столиці. У 1859 році Муді побудував дорогу між Нью-Вестмінстером і затокою, що не замерзає, Буррард (в наші дні — це межа між Бернабі і Коквітламом).
В 1871 році Канада пообіцяла Британській Колумбії, що її приєднання до Конфедерації приведе до неї трансканадську залізницю. Так Британська Колумбія стала провінцією Канади.

## Розвиток нового міста

Вигляд на мерію міста Ванкувера із затоки English Bay

Ванкувер — одне з канадських наймолодших міст.
Поселення Газтаун (район порту, тепер центр міста) розросталось стрімко навколо таверн заснованих «Газзі» Джеком Дейтоном в 1867 на околиці Гейстінгс-Мілл. У 1870-му колоніальна влада розмежувала поселення та затвердила межі міста, давши ім'я Ґренвілл. Це місце, завдяки природним портам, було вибрано як кінцева станція Канадської Тихоокеанської Залізниці до великого розчарування мешканців Порт-Муді, Нью-Вестмінстеру та Вікторії — всіх міст, які змагалися бути центром залізниці. Будування залізниці було одною з передумов вступу Британської Колумбії до Канадської Конфедерації у 1871 році.
Місто Ванкувер було зареєстроване 6 квітня 1886, у цьому ж році сюди прибув перший трансконтинентальний потяг. Назву міста на честь Джорджа Ванкувера було вибрано Вільямом Ван Горне, президентом Канадської Тихоокеанської Залізниці. Велика пожежа 13 червня 1886 зруйнувала вщент все місто. Воно було швидко розбудоване і Ванкуверський Пожежний департамент був заснований в той самий рік. Від поселення у 1000 осіб у 1881, населення Ванкувера зросло до більш ніж 20.000 на початку наступного століття, а за даними 1911 року населення Ванкувера становило 100.000.
Впродовж Золотої Лихоманки у Клондайку 1898 р., ванкуверські торговці розвинули продаж устаткування для золотошукачів. Один з цих торговців, Чарлз Вудворд у 1892 відкрив першу крамницю Вудворда де зараз перехрестя Джорджії та Мейн-стріт. Упродовж 1892 року разом зі Спенсерс та Компанією Гудзонової затоки (англ. HBC) — багатоцільовими магазинами (універмагами) Вудворд сформував ядро роздрібної торгівлі у місті на десятки років. Компанія Гудзонової затоки є лідером багатоцільових роздрібно-торгових центрів Великого Ванкувера й сьогодні.

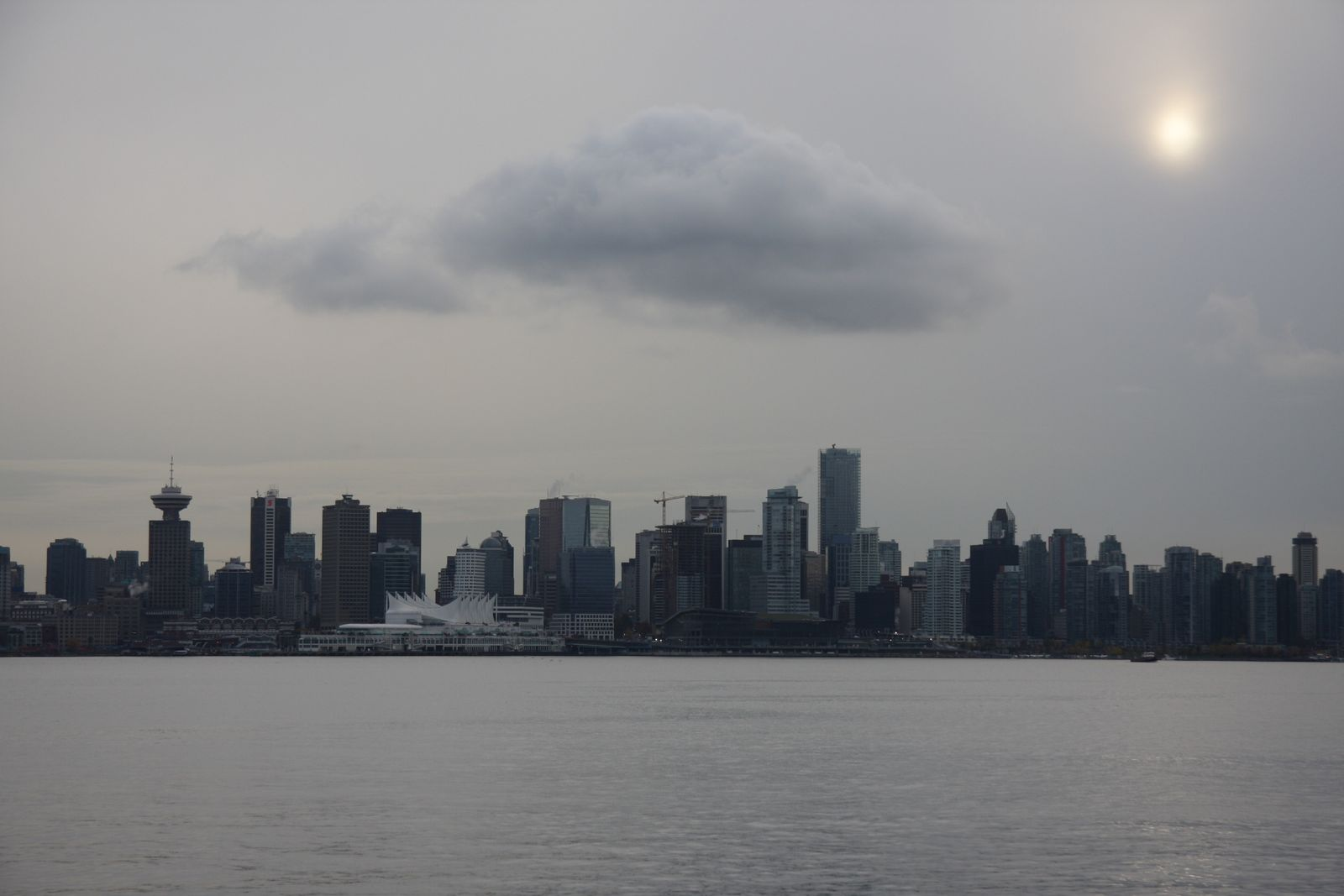
Вид на даунтаун з Північного Ванкувера

В економіці раннього Ванкувера домінували великі компанії такі, наприклад як CPR, яка потребувала великих вкладень для стрімкого розвитку нового міста. Деякі фабрики також почали розвиватись, але головним стрижнем ванкуверської економіки були природні ресурси. Спочатку заготівля лісу, пізніше експорт через морський порт, комерційні перевезення — все це створило найбільший економічний сектор у Ванкувері до 1930-х. Домінування великих компаній супроводжувалось войовничим рухом трудящих. Перший страйк солідарності пройшов у 1903 році коли робітники залізниці виступили проти CPR за признання їх профспілки. Лідер робітників Франк Роджерс був вбитий поліцією CPR впродовж страйку, ставши першим мучеником руху Британської Колумбії. Перший загальноканадський страйк стався услід за смертю іншого лідера робітничого руху — Джинджера Гудвіна у 1918 році на вугільних шахтах острова Ванкувер. Тимчасове затишшя в промисловій напруженості у другій половині 1920-х перервалось несподівано Великою депресією. Більшість страйків які пройшли протягом 1930-х були організовані лідерами Комуністичної партії. Страйки загострилися у 1935 році коли безробітні прибули у місто протестувати. Після двох місяців щоденних та руйнівних мітингів протесту страйкарі вирішили висунути свій конфлікт на розгляд федеральної влади у місті Оттава та їх бунт було припинено Королівською канадською кінною поліцією у місті Реджайна.
Інші соціальні рухи такі як Перша хвиля фемінізму були також важливими у розвитку Ванкувера. Мері Еллен Сміт, прихильниця рівноправності чоловіків та жінок, було першою жінкою вибраною до Законодавчих зборів канадських провінцій і територій у 1918 році. Заборона торгівлею алкоголем тривала протягом Першої Світової Війни й продовжувалась до 1921 року коли провінційний уряд встановив контроль за торгівлею алкоголем, що існує і зараз. Канадське антинаркотичне законодавство вперше прийняте після розслідувань у Чайнатауні та Джапантауні — було заборонено виробляти, розповсюджувати та імпортувати опіум поза медичним призначенням. Під час розслідування було знайдено багато відвідувачів опіумних салонів як серед китайських чоловіків, так і серед білих жінок.
Об'єднання з Пойнт-Греєм та Південним Ванкувером надало місту сучасні межі незадовго до того, як воно стало третім найбільшим містом країни. 1 січня 1929 населення склало 228.193 чоловік.

## Спорт
Ванкувер має дві професійні команди. «Ванкувер Канакс» (англ. Vancouver Canucks) — професійна хокейна команда член в Національній хокейній лізі грають в Роджерс-арені. «Бі-Сі Лайонз» (англ. BC Lions) є членом в Канадській Футбольній лізі.
У Ванкувері, а також у містечку Вістлер, що за 125 км на північ від нього, відбулись Зимові Олімпійські ігри 2010.

## Культура

### Бібліотеки
- Ванкуверська публічна бібліотека

### Музеї
- Музей космосу
- «Науковий світ»
- Морський музей
- Музей Ванкувера
- Художня галерея
- Форт Ленглі
- Музей авіації в Ленглі
- Музей біорізноманіття Бьюті
- Антропологічний музей
- Музей поліції

## Демографія
У 1950-60-х роках місто забудовувалося хмарочосами й багатоповерховими житловими будинками. Компактна забудова разом з розвинутою мережею громадського транспорту, велосипедних доріжок, тротуарів створили особливий колорит центру міста з високою щільністю населення тут (121 особа на гектар (2001)). Висока щільність населення вітається міською владою (як концепція EcoDensity) — вважається, що екологічне чистий побут при високій щільності населення створить умови більшої доступності житла і послуг.
Ванкувер також називають «містом сусідів», кожен закуток має свій характер і часом етнічне забарвлення. Історично найбільші етнічні групи міста це англійці, шотландці й ірландці. Елементи англійського побуту спостерігаються на вулицях Південний Ґренвілл і Керрісдел. Поза тим китайці є найбільшою етнічною меншиною міста. Також відомі такі етнічні закутки як Пунджабі базар, Маленька Італія, містечка греків і японців.
До початку масової імміграції з Гонконгу у 1980-х найбільшими небританськими етнічними групами були у порядку чисельності: німці, українці, скандинави, італійці, і аж потім китайці.

## Персоналії
- Кетрін Де Мілль (1911—1995) — американська актриса канадського походження
- Джун Гевок (1912—2010) — американська актриса, танцівниця, сценарист і театральний режисер
- Енн Разерфорд (1917—2012) — канадсько-американська акторка
- Івонн де Карло (1922—2007) — американська акторка, співачка і танцівниця
- Дебора Кара Ангер (* 1966) — канадська актриса
- Джошуа Джексон (* 1978) — канадський актор.
- Яан Унт — офіцер Естонської армії під час війни за незалежність, командир Піхотного батальйона Купер'янова.

## Українці в Ванкувері

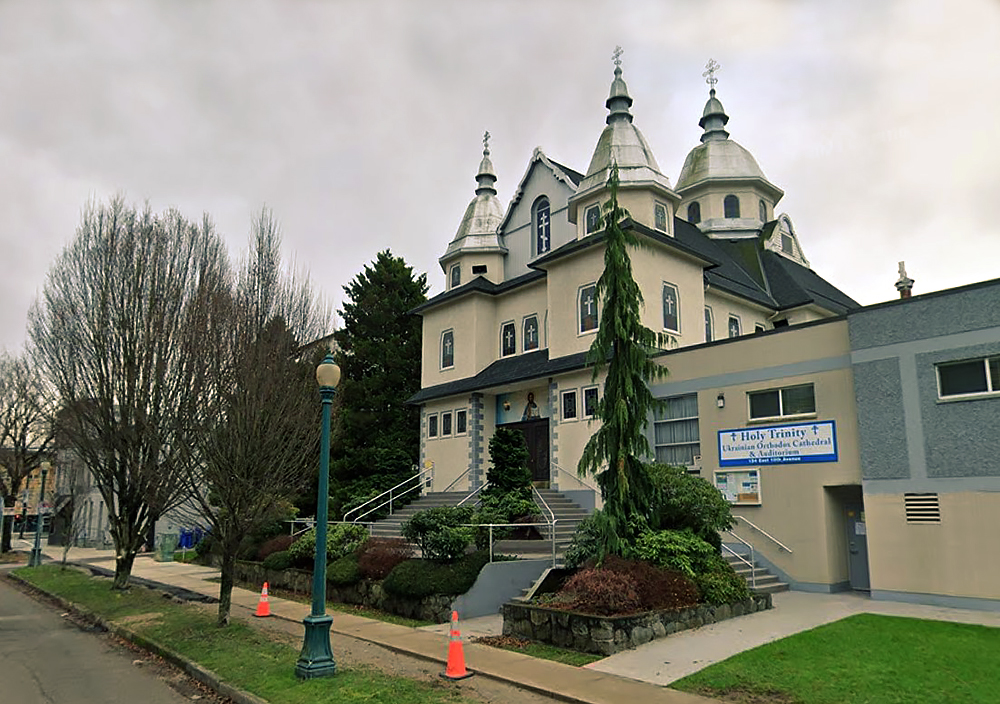
Кафедральний собор Святої Трійці у Ванкувері

У Британській Колумбії українські переселенці були ще у 1867 році — у рік утворення Канади й продажу Аляски Сполученим Штатам Росією: тут відоме ім'я православного священника й місіонера Агапія Гончаренка з Києва, який жив тоді ж у Британській Колумбії.
Масове й організоване переселення українців сюди почалося, як і по всій Канаді, у 1891 році. Як і більшість населення провінції того часу українці працювали на копальнях, на заготівлі дерева, фермерських господарствах і на залізниці. У 1900 році групові поселення українців відбулися в Новому Вестмінстері (зараз частина Великого Ванкувера) та в інших містечках провінції. Згідно з даними державної статистичної агенції Канади Statistics Canada у 2006 році населення міста Ванкувера становило 2.2 млн осіб, з них українці становили 81 тис. осіб (близько 3 %).

### Померли
- Лобай Володимир — діяч ОУН, суспільний референт крайової екзекутиви ОУН ПЗУЗ
- Юрій Диба (1914, Буковина — 2.1.1986, Ванкувер) — український філантроп, пожертвував 100 тис. дол. на побудову пам'ятника жертвам більшовицького і нацистського терорів в Україні[21].

## Міста-побратими
- 1944 —  Україна, Одеса
- 1965 —  Японія, Йокогама
- 1978 —  Велика Британія, Единбург
- 1985 —  КНР, Гуанчжоу
- 1986 —  США, Лос-Анджелес
- 2007 —  Південна Корея, Сеул